# Analyse de la variance
 (mai 2016).
Si vous disposez d'ouvrages ou d'articles de référence ou si vous connaissez des sites web de qualité traitant du thème abordé ici, merci de compléter l'article en donnant les références utiles à sa vérifiabilité et en les liant à la section « Notes et références ».
En statistique, l'analyse de la variance (terme souvent abrégé par le terme anglais ANOVA : analysis of variance) est un ensemble de modèles statistiques utilisés pour vérifier si les moyennes des groupes proviennent d'une même population[source insuffisante]. Les groupes correspondent aux modalités d'une variable qualitative (p. ex. variable : traitement; modalités : programme d'entrainement sportif, suppléments alimentaires; placebo) et les moyennes sont calculés à partir d'une variable continue (p. ex. gain musculaire).
Ce test s'applique lorsque l'on mesure une ou plusieurs variables explicatives catégorielle (appelées alors facteurs de variabilité, leurs différentes modalités étant parfois appelées « niveaux ») qui ont de l'influence sur la loi d'une variable continue à expliquer. On parle d'analyse à un facteur lorsque l'analyse porte sur un modèle décrit par un seul facteur de variabilité, d'analyse à deux facteurs ou d'analyse multifactorielle sinon.

## Histoire
Ronald Aylmer Fisher présente pour la première fois le terme variance et propose son analyse formelle dans un article de 1918 The Correlation Between Relatives on the Supposition of Mendelian Inheritance. 
Sa première application de l'analyse de la variance a été publiée en 1921. 
L'analyse de la variance est devenue largement connue après avoir été incluse dans le livre de Fisher de 1925 Statistical Methods for Research Workers.

## Principe
L'analyse de la variance permet d'étudier le comportement d'une variable quantitative à expliquer en fonction d'une ou de plusieurs variables qualitatives, aussi appelées nominales catégorielles. Lorsque l'on souhaite étudier le pouvoir explicatif de plusieurs variables qualitatives à la fois, on utilisera une analyse de la variance multiple (MANOVA). 
Si un modèle contient des variables explicatives catégorielles et continues et que l'on souhaite étudier les lois liant les variables explicatives continues avec la variable quantitative à expliquer en fonction de chaque modalité des variables catégorielles, on utilisera alors une analyse de la covariance (ANCOVA).

### Modèle
La première étape d'une analyse de la variance consiste à écrire le modèle théorique en fonction de la problématique à étudier. Il est souvent possible d'écrire plusieurs modèles pour un même problème, en fonction des éléments que l'on souhaite intégrer dans l'étude.
Le modèle général s'écrit :
avec {\displaystyle y_{ijk...}}[Quoi ?] la variable quantitative à expliquer ou variable réponse associée a l'observation numéro i du niveau j,k, ... de f , {\displaystyle \mu } une constante, {\displaystyle f} une relation entre les variables explicatives et {\displaystyle \varepsilon } l'erreur de mesure. On pose l'hypothèse fondamentale que l'erreur suit une loi normale : {\displaystyle \varepsilon ={\mathcal {N}}(0,\sigma ^{2})}.

### Variables explicatives
On distingue deux types de variables catégorielles : avec ou sans effet aléatoire.
Pour une variable à effet fixe, pour chaque modalité, il existe une valeur fixe correspondante. Elle s'écrit dans le modèle théorique avec une lettre majuscule :
avec {\displaystyle A_{0}=A} pour i=0, {\displaystyle A_{1}=A} pour i=1, etc.
On notera que la variable quantitative {\displaystyle y_{i}} sera toujours égale à µ augmentée de {\displaystyle A_{i}} (bien que {\displaystyle A_{i}} puisse prendre des valeurs positives ou négatives).
Dans le cas d'une variable à effet aléatoire, la variable est issue d'une loi supposée normale qui s'ajoute à la valeur fixe. Elles s'écrivent dans le modèle théorique avec une lettre grecque minuscule :
avec {\displaystyle \alpha _{i}=\mu _{a}+\varepsilon _{\alpha }} et {\displaystyle \varepsilon _{\alpha }={\mathcal {N}}(0,\sigma _{\alpha }^{2})}
Un modèle basé seulement sur des variables explicatives à effets fixes et effets aléatoires est appelé modèle mixte.

### Hypothèses fondamentales
La forme générale de l'analyse de variance repose sur le test de Fisher et donc sur la normalité des distributions et l'indépendance des échantillons.
- Normalité de la distribution : on suppose, sous l'hypothèse nulle, que les échantillons sont issus d'une même population et suivent une loi normale. Il est donc nécessaire de vérifier la normalité des distributions et l'homoscédasticité (homogénéité des variances, par des tests de Bartlett ou de Levene par exemple). Dans le cas contraire, on pourra utiliser les variantes non paramétriques de l'analyse de variance (ANOVA de Kruskal-Wallis ou ANOVA de Friedman).
- Indépendance des échantillons : on suppose que chaque échantillon analysé est indépendant des autres échantillons. En pratique, c'est la problématique qui permet de supposer que les échantillons sont indépendants. Un exemple fréquent d'échantillons dépendants est le cas des mesures avec répétitions (chaque échantillon est analysé plusieurs fois). Pour les échantillons dépendants, on utilisera l'analyse de variance à mesures répétées ou l'ANOVA de Friedman pour les cas non paramétriques.

### Hypothèses à tester
L'hypothèse nulle correspond au cas où les distributions suivent la même loi normale.
L'hypothèse alternative est qu'il existe au moins une distribution dont la moyenne s'écarte des autres moyennes :

### Décomposition de la variance
La première étape de l'analyse de la variance consiste à expliquer la variance totale sur l'ensemble des échantillons en fonction de la variance due aux facteurs (la variance expliquée par le modèle), de la variance due à l'interaction entre les facteurs et de la variance résiduelle aléatoire (la variance non expliquée par le modèle). {\displaystyle S_{n}^{2}} étant un estimateur biaisé de la variance, on utilise la somme des carrés des écarts (SCE en français, SS pour Sum Square en anglais) pour les calculs et l'estimateur non biaisé de la variance {\displaystyle S_{n-1}^{2}} (également appelé carré moyen ou CM).
L'écart (sous-entendu l'écart à la moyenne) d'une mesure est la différence entre cette mesure et la moyenne :
La somme des carrés des écarts SCE et l'estimateur {\displaystyle S_{n-1}^{2}} se calculent à partir des formules :
Il est alors possible d'écrire la somme des carrés des écarts totale {\displaystyle SCE_{\text{total}}} comme étant une composition linéaire de la somme des carrés des écarts de chaque variable explicative {\displaystyle SCE_{\text{factor}}} et de la somme des carrés des écarts pour chaque interaction {\displaystyle SCE_{\text{interaction}}} :
Cette décomposition de la variance est toujours valable, même si les variables ne suivent pas de loi normale.

### Test de Fisher
Par hypothèse, la variable observée {\displaystyle y_{i}} suit une loi normale. La loi du χ2 à k degrés de liberté étant définie comme étant la somme de  k variables normales au carré, les sommes des carrés des écarts {\displaystyle SCE} suivent des lois du χ2, avec {\displaystyle DDL} le nombre de degrés de liberté :
La loi de Fisher est définie comme le rapport de deux lois du χ2. Dans le cas de l'hypothèse nulle {\displaystyle H_{0}}, le rapport entre deux estimateurs non biaisés de la variance {\displaystyle S_{DDL}^{2}~} doit donc suivre une loi de Fisher :
Si la valeur de F n'est pas compatible avec cette loi de Fisher (c'est-à-dire que la valeur de {\displaystyle F} est supérieure au seuil de rejet), alors on rejette l'hypothèse nulle : on conclut qu'il existe une différence statistiquement significative entre les distributions. Le facteur de variabilité ne sépare pas la population étudiée en groupes identiques. Pour rappel, la valeur de seuil de rejet {\displaystyle F_{\alpha }(DDL_{1},DDL_{2})} est précalculée dans les tables de référence, en fonction du risque de première espèce {\displaystyle \alpha } et des deux degrés de libertés {\displaystyle DDL_{1}} et {\displaystyle DDL_{2}}.

### Tests «post-hoc»
L'analyse de variance permet simplement de répondre à la question de savoir si tous les échantillons suivent une même loi normale. Dans le cas où l'on rejette l'hypothèse nulle, cette analyse ne permet pas de savoir quels sont les échantillons qui s'écartent de cette loi.
Pour identifier les échantillons correspondant, on utilise différents tests « post-hoc » (ou tests de comparaisons multiples (en), MCP pour Multiple Comparison Test). Ces tests obligent en général à augmenter les risques de l'analyse (en termes de risque statistique). Il s'agit d'une généralisation à k populations du test t de Student de comparaison de moyennes de deux échantillons avec ajustement de l'erreur (FDR, FWER, etc.) Par exemple : les tests LSD de Ficher, les tests de Newman-Keuls, les tests HSD de Tukey, les tests de Bonferroni et Sheffé.
Dans la biologie moderne, notamment, des tests MCP permettent de prendre en compte le risque de façon correcte malgré le grand nombre de tests effectués (par exemple pour l'analyse de biopuces).
Lorsque l'on analyse plusieurs variables explicatives ayant plusieurs modalités chacune, le nombre de combinaisons possibles devient rapidement très grand.

## Analyse de la variance à un facteur
Également appelé one-way ANOVA, l'analyse de la variance à un facteur s'applique lorsque l'on souhaite prendre en compte un seul facteur de variabilité.
Notation
Considérons I échantillons {\displaystyle Y_{i}} d'effectifs {\displaystyle n_{i}}, issu des I populations qui suivent I lois normales {\displaystyle {\mathcal {N}}(\mu _{i},\sigma ^{2})} de même variance. Chaque individu s'écrit {\displaystyle y_{ij}}, avec {\displaystyle i\in [1,I]} et {\displaystyle j\in [1,n_{i}]}. L'effectif total est {\displaystyle N=\sum _{i=1}^{I}n_{i}}.
Les moyennes par échantillon et totale s'écrivent :

### Décomposition de la variance
Le modèle s'écrit :
Dans ces conditions, on montre que la somme des carrés des écarts (et donc la variance) peut être calculée simplement par la formule :
La part de la variance totale {\displaystyle SCE_{\text{total}}} qui peut être expliquée par le modèle ({\displaystyle SCE_{\text{facteur}}}, aussi appelée variabilité inter-classe, SSB ou Sum of Square Between class) et la part de la variance totale {\displaystyle SCE_{\text{total}}} qui ne peut être expliquée par le modèle ({\displaystyle SCE_{\text{residu}}} aussi appelée variabilité aléatoire, variabilité intra-classe, bruit, SSW ou Sum of Square Within class) sont données par les formules :

### Analyse des résidus
Il est toujours possible que le modèle ne soit pas correct et qu'il existe un facteur de variabilité inconnu (ou supposé a priori inutile) qui ne soit pas intégré dans le modèle. Il est possible d'analyser la normalité de la distribution des résidus pour rechercher ce type de biais. Les résidus, dans le modèle, doivent suivre une loi normale ({\displaystyle {\mathcal {N}}(0,\sigma ^{2})~}). Tout écart significatif par rapport à cette loi normale peut être testé ou visualisé graphiquement :

### Test de Fisher
Degrés de liberté et variances
Par hypothèse, la variable observée {\displaystyle y_{i}} suit une loi normale. La loi du χ² à {\displaystyle k} degrés de liberté étant définie comme étant la somme de {\displaystyle k} variables normales au carré, les sommes des carrés des écarts {\displaystyle SCE} suivent les lois du χ2 suivantes, avec {\displaystyle p} le nombre de niveaux du facteur de variabilité et {\displaystyle N} le nombre total d'individu :
Les variances s'obtiennent en faisant le rapport de la somme des carrés des écarts sur le nombre de degrés de liberté :
La Loi de Fisher étant défini comme le rapport de deux lois du χ2, le rapport {\displaystyle {\frac {S_{\text{facteur}}^{2}}{S_{\text{residu}}^{2}}}} suit donc une Loi de Fisher :
Remarque
La décomposition des degrés de liberté correspond à la décomposition d'un espace vectoriel de dimension nm en sous espaces supplémentaires et orthogonaux de dimensions respectives {\displaystyle m-1} et {\displaystyle m(n-1)}
Test d'adéquation à la loi de Fisher :
{\displaystyle F={\frac {\frac {SCE_{\text{facteur}}}{DDL_{\text{facteur}}}}{\frac {SCE_{\text{total}}}{DDL_{\text{total}}}}}}
Il se trouve (comme on peut le voir dans la décomposition mathématique) que les deux termes sont tous les deux une estimation de la variabilité résiduelle si le facteur A n'a pas d'effet. De plus, ces deux termes suivent chacun une loi de χ2, leur rapport suit donc une loi de F (voir plus loin pour les degrés de liberté de ces lois). Résumons :
- Si le facteur A n'a pas d'effet, le rapport de {\displaystyle S_{a}} et {\displaystyle S_{r}} suit une loi de F et il est possible de vérifier si la valeur du rapport est « étonnante » pour une loi de F
- Si le facteur A a un effet, le terme {\displaystyle S_{a}} n'est plus une estimation de la variabilité résiduelle et le rapport {\displaystyle {\frac {S_{a}}{S_{r}}}}ne suit plus une loi de F. On peut comparer la valeur du rapport à la valeur attendue pour une loi de F et voir, là aussi, à quel point le résultat est « étonnant ».

Résumer les choses ainsi permet de clarifier l'idée mais renverse la démarche : on obtient en pratique une valeur du rapport {\displaystyle {\frac {S_{a}}{S_{r}}}} qu'on compare à une loi de F, en se donnant un risque α (voir l'article sur les tests et leurs risques). Si la valeur obtenue est trop grande, on en déduit que le rapport ne suit vraisemblablement pas une loi de F et que le facteur A a un effet. On conclut donc à une différence des moyennes.
{\displaystyle CM_{B}} est l'estimateur {\displaystyle S_{A}} présenté au paragraphe précédent (première approche technique) et {\displaystyle CM_{W}} l'estimateur {\displaystyle S_{B}}. On en déduit le F de Fisher, dont la distribution est connue et tabulée sous les hypothèses suivantes :
- Les résidus {\displaystyle \epsilon } sont distribués normalement
- Avec une espérance nulle
- Avec une variance {\displaystyle \sigma ^{2}} indépendante de la catégorie i
- Avec une covariance nulle deux à deux (indépendance)

Le respect de ces hypothèses assure la validité du test d'analyse de la variance. On les vérifie a posteriori par diverses méthodes (tests de normalité, examen visuel de l'histogramme des résidus, examen du graphique des résidus en fonction des estimées)
voir condition d'utilisation ci-dessous.

### Table d'ANOVA
La table d'ANOVA permet de résumer les calculs nécessaires :
| Source de la variance | Sommes des carrés des écarts         | Degrés de liberté                    | Variance                                                                                    | F                                                                         | p-value                              |
| --------------------- | ------------------------------------ | ------------------------------------ | ------------------------------------------------------------------------------------------- | ------------------------------------------------------------------------- | ------------------------------------ |
| Inter-classes         | {\displaystyle SCE_{\text{facteur}}} | {\displaystyle DDL_{\text{facteur}}} | {\displaystyle S_{\text{facteur}}^{2}={\frac {SCE_{\text{facteur}}}{DDL_{\text{facteur}}}}} | {\displaystyle F={\frac {S_{\text{facteur}}^{2}}{S_{\text{residu}}^{2}}}} | {\displaystyle P_{H_{0}}(F>F_{obs})} |
| Intra-classe          | {\displaystyle SCE_{\text{residu}}}  | {\displaystyle DDL_{\text{residu}}}  | {\displaystyle S_{\text{residu}}^{2}={\frac {SCE_{\text{residu}}}{DDL_{\text{residu}}}}}    |                                                                           |                                      |
| Total                 | {\displaystyle SCE_{\text{total}}}   | {\displaystyle DDL_{\text{total}}}   |                                                                                             |                                                                           |                                      |

### Exemple illustratif
Prenons un exemple pour illustrer la méthode. Imaginons un éleveur qui souhaite acheter de nouvelles vaches pour sa production laitière. Il possède trois races différentes de vaches et se pose donc la question de savoir si la race est importante pour son choix. Il possède comme informations la race de chacune de ses bêtes (c'est la variable explicative discrète ou facteur de variabilité, qui peut prendre 3 valeurs différentes) et leurs productions de lait journalières (c'est la variable à expliquer continue, qui correspond au volume de lait en litre).
Dans notre exemple, l'hypothèse nulle revient à considérer que toutes les vaches produisent la même quantité de lait journalière (au facteur aléatoire près) quelle que soit la race. L'hypothèse alternative revient à considérer qu'une des races produit significativement plus ou moins de lait que les autres.
Supposons que les productions soient :
- Pour la race A : 20,1 ; 19,8 ; 21,3 et 20,7
- Pour la race B : 22,6 ; 24,1 ; 23,8 ; 22,5 ; 23,4 ; 24,5 et 22,9
- Pour la race C : 31,2 ; 31,6 ; 31,0 ; 32,1 et 31,4

| Race  | Taille | Moyenne | Variance |
| ----- | ------ | ------- | -------- |
| A     | 4      | 20,475  | 0,443    |
| B     | 7      | 23,4    | 0,59333  |
| C     | 5      | 31,46   | 0,178    |
| Total | 16     | 25,1875 | 20,90117 |

Table d'ANOVA :
| Source de la variance | Sommes des carrés des écarts | Degrés de liberté | Variance | F      | p-value    |
| --------------------- | ---------------------------- | ----------------- | -------- | ------ | ---------- |
| Inter-classes         | 307,918                      | 2                 | 153,959  | 357,44 | 4,338 e-12 |
| Intra-classe          | 5,6                          | 13                | 0,431    |        |            |
| Total                 | 313.518                      | 15                |          |        |            |

L'hypothèse nulle H0 ("l'écart entre cheptel est lié à un phénomène aléatoire" ⇔ "la production de lait ne varie pas d'un cheptel à l'autre") est de probabilité  4,338 e-12, elle est extrêmement faible (<<0.05), on peut donc rejeter cette hypothèse.
On peut conclure : les cheptels ne produisent pas la même quantité de lait.

## Analyse de la variance à deux facteurs
Également appelé two-way ANOVA, l'analyse de la variance à deux facteurs s'applique lorsque l'on souhaite prendre en compte deux facteurs de variabilité.

### Décomposition de la variance
Soit un premier facteur de variabilité pouvant prendre les niveaux {\displaystyle i=1..p}, un second facteur de variabilité pouvant prendre les niveaux {\displaystyle j=1..q}, {\displaystyle n_{ij}} le nombre d'individus dans le niveau {\displaystyle i} du premier facteur et le niveau {\displaystyle j} du second facteur, {\displaystyle n} le nombre d'individus total et {\displaystyle r} le nombre d'individus dans chaque sous-groupe (pour un niveau i et un niveau j donné). La variable à expliquer s'écrit {\displaystyle y_{ijk}} avec {\displaystyle i=1..p}, {\displaystyle j=1..n_{i}} et {\displaystyle k=1..m_{j}}.
La variable à expliquer peut être modélisée par la relation :
avec {\displaystyle \alpha _{i}} l'effet du niveau {\displaystyle i} du premier facteur, {\displaystyle \beta _{j}} l'effet du niveau {\displaystyle j} du second facteur, {\displaystyle \gamma _{ij}} l'effet d'interaction entre les deux facteurs et {\displaystyle \epsilon _{ijk}} l'erreur aléatoire (qui suit alors une loi normale {\displaystyle {\mathcal {N}}(0,\sigma ^{2})~}).
Le calcul présenté dans le cas à un facteur peut être transposé au cas à deux facteurs :
La part de la variance totale expliquée par le premier facteur ({\displaystyle SCE_{\text{facteur 1}}}), la part de la variance totale expliquée par le second facteur ({\displaystyle SCE_{\text{facteur 2}}}), l'interaction entre les deux facteurs ({\displaystyle SCE_{\text{interaction}}}) et la part de la variance totale qui ne peut être expliquée par le modèle ({\displaystyle SCE_{\text{residu}}}, appelé aussi variabilité aléatoire ou bruit) sont données par les formules :
| {\displaystyle SCE_{\text{facteur 1}}=rq\sum _{i=1}^{p}({\overline {y_{i}}}-{\overline {y}})^{2}}                                                          | {\displaystyle SCE_{\text{facteur 2}}=rp\sum _{j=1}^{q}({\overline {y_{j}}}-{\overline {y}})^{2}}                        |
| {\displaystyle SCE_{\text{interaction}}=r\sum _{i=1}^{p}\sum _{j=1}^{q}({\overline {y_{ij}}}-{\overline {y_{i}}}-{\overline {y_{j}}}+{\overline {y}})^{2}} | {\displaystyle SCE_{\text{residu}}=\sum _{i=1}^{p}\sum _{j=1}^{q}\sum _{k=1}^{n_{ij}}(y_{ijk}-{\overline {y_{ij}}})^{2}} |

L'analyse de l'interaction entre facteurs est relativement complexe. Dans le cas où les facteurs sont indépendants, on peut ne s'intéresser qu'aux effets principaux des facteurs. La formule devient alors :

### Exemple illustratif
Notre exploitant laitier souhaite améliorer la puissance de son analyse en augmentant la taille de son étude. Pour cela, il inclut les données provenant d'une autre exploitation. Les chiffres qui lui sont fournis sont les suivants :
- Pour la race A : 22,8 ; 21,7 ; 23,3 ; 23,1 ; 24,1 ; 22,3 et 22,7
- Pour la race B : 23,1 ; 22,9 ; 21,9 ; 23,4 et 23,0
- Pour la race C : 31,7 ; 33,1 ; 32,5 ; 35,1 ; 32,2 et 32,6

|             | Ddl | Somme des carrés | Variance | F        | P(X>F)    |
| race        | 2   | 696.48           | 348.24   | 559.6811 | < 2.2e-16 |
| centre      | 1   | 8.46             | 8.46     | 13.6012  | 0.0009636 |
| race:centre | 2   | 12.23            | 6.11     | 9.8267   | 0.0005847 |
| Residuals   | 28  | 17.42            | 0.62     |          |           |

L'effet "centre" est <0.05 et donc statistiquement significatif. Il y a donc une différence de production entre les deux centres. 

## Analyse de la variance multifactorielle

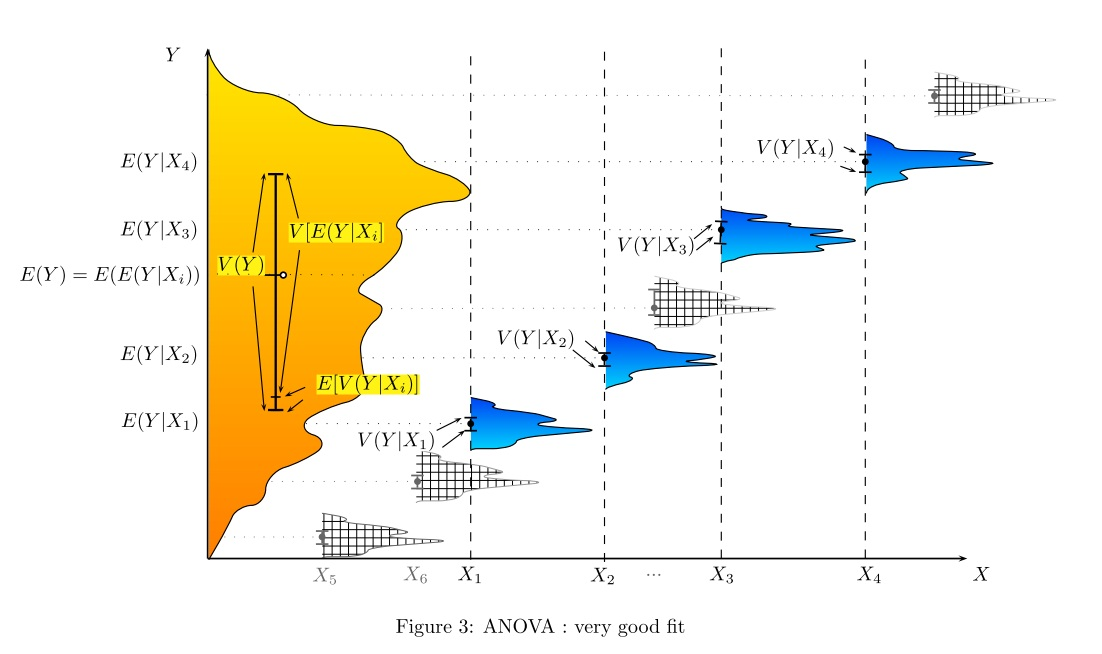
Représentation de l'ANOVA.

### Décomposition de la variance
On peut encore décomposer la variance en ajoutant un terme pour chaque facteur et un terme pour chaque interaction possible :
avec {\displaystyle \alpha _{j}} l'effet du je facteur et {\displaystyle \gamma _{jk}} l'interaction entre le je et le ke facteur.
L'analyse de la variance dans le cas de plusieurs facteurs de variabilité est relativement complexe : il est nécessaire de définir un modèle théorique correct, étudier les interactions entre les facteurs, analyser la covariance.

## Limites d'utilisation de l'analyse de la variance

### Normalité des distributions
La décomposition de la variance est toujours valable, quelle que soit la distribution des variables étudiées. Cependant, lorsqu'on réalise le test de Fisher, on fait l'hypothèse de la normalité de ces distributions. Si les distributions s'écartent légèrement de la normalité, l'analyse de la variance est assez robuste pour être utilisée. Dans le cas où les distributions s'écartent fortement de la normalité, on pourra effectuer un changement de variables (par exemple, en prenant les variables {\displaystyle y'_{i}=\log(y_{i})~} ou {\displaystyle y''_{i}=y_{i}^{2}}) ou utiliser un équivalent non paramétrique de l'analyse de la variance.

### Homoscédasticité
À l'opposé, l'ANOVA fait une autre hypothèse très forte et moins évidente. Il est en effet nécessaire que la variance dans les différents groupes soit la même. C'est l'hypothèse d'homoscédasticité. L'ANOVA y est très sensible. Il est donc nécessaire de la tester avant toute utilisation.
Contrairement à ce que le nom de cette méthode laisse penser, celle-ci ne permet pas d'analyser la variance de la variable à expliquer mais de comparer les moyennes des distributions de la variable à expliquer en fonction des variables explicatives.

### Approches non paramétriques
Lorsque les pré-supposés de l'ANOVA ne sont pas respectés (homoscédasticité par exemple), on entend souvent dire qu'il peut être plus judicieux d'utiliser l'équivalent non-paramétrique de l'ANOVA : le test de Kruskal-Wallis pour le cas à un facteur ou, pour le cas à deux facteurs sans répétition, le test de Friedman. Pourtant, ces tests ne regardent pas la même chose. Comme il est écrit plus haut, l'ANOVA permet de comparer une mesure univariée entre des échantillons d'au moins deux populations statistiques. Le test de Kruskal-Wallis a pour hypothèse nulle l'homogénéité stochastique, c'est-à-dire que chaque population statistique est égale stochastiquement (on peut dire « aléatoirement » pour simplifier) à une combinaison des autres populations. Ce test s'intéresse donc à la distribution contrairement à l'ANOVA et ne peut donc pas être considéré comme un équivalent au sens strict.

## Sources
- G. Saporta, Probabilités, Analyse des données et Statistique, p. 351-358 (1990)
- B. Scherrer, Comparaison des moyennes de plusieurs échantillons indépendants, tiré de Biostatistiques, Gaëtan Morin Éditeur. p. 422–463 (1984)
- G.D. Ruxton, G. Beauchamp, Some suggestions about appropriate use of the Kruskal-Wallis test, Animal Behaviour 76, 1083-1087 (2008) DOI 10.1016/j.anbehav.2008.04.011
- G.A. Ferguson & Y. Takane, Statistical Analysis in Psychology and education, McGraw-Hill Book, (1989)
- G.V. Glass and J.C. Stanley, Statistical Methods in education and Psychology, Prentice Hall, USA, (1970)